# Giana Sisters: Twisted Dreams
Giana Sisters: Twisted Dreams ist eine Fortsetzung des 1987 veröffentlichten Computerspiels The Great Giana Sisters, das von Black Forest Games entwickelt und 2012 für Windows, 2013 auch für Xbox 360 veröffentlicht wurde. Weiterhin wurde der Titel für PlayStation 3 und Wii U angekündigt. Teile der Arbeiten wurden mit Hilfe der Crowdfunding-Plattform Kickstarter unter dem Namen Project Giana finanziert. 2015 erschien der Nachfolger Giana Sisters: Dream Runners.

## Inhalt
Maria wird in eine Traumwelt entführt, wo ein riesiger Drache sie gefangen hält. Es liegt nun an ihrer Schwester Giana, sie aus der Traumwelt zu retten. Giana hat gelernt, wie sie ihre Träume manipulieren kann. Diese neue Fähigkeit setzt sie in ihren Träumen ein und kann so nun zwischen dem netten Blonden und dem punkigen rothaarigen Charakter wechseln. Die beiden Varianten von Giana stehen symbolisch für die pubertäre Entwicklung, den Zwiespalt zwischen Wut und Selbstbewusstsein, die sie durchmacht. Der Wechsel der Charaktere wirkt sich auf die Fähigkeiten, die Umgebung und auch die Musik aus. Wie in den vorangegangenen Teilen kann Giana Diamanten einsammeln und Geheimnisse entdecken, während sie Maria sucht.

## Spielprinzip

### Beschreibung
Das Spiel greift das grundlegende Spielprinzip und Motivik des Ursprungstitels The Great Giana Sisters auf, rückt aber das Thema der Verwandlung spielerisch in den Vordergrund. Gianas Formen haben unterschiedliche Fähigkeiten. Während die blonde Giana den Wirbelsprung beherrscht und über größere Abgründe gleiten kann, ist die rothaarige Giana in der Lage Hindernisse zu durchbrechen und sich von Wänden abzustoßen, um höhergelegene Bereiche zu erreichen. Durch den fließenden Wechsel zwischen Gianas Erscheinungsformen kann der Spieler ihre Fähigkeiten auch kombinieren. Im Verlauf des Spiels wird der Wechsel und das exakte Timing der Wechsel zur Lösung der Aufgaben vorausgesetzt.
In Giana Sisters: Twisted Dreams gibt es drei Welten mit insgesamt 23 Levels. Die Levels müssen freigespielt werden und sind danach einzeln anwählbar. Ein Ziel ist es, möglichst viele Diamanten einzusammeln, wobei es auch große Kristalle gibt, die zumeist schwer erreichbar oder versteckt sind. Die großen Diamanten schalten, wenn man sie gefunden hat, Bilder in einer Galerie frei. Am Ende einer Welt gibt es einen Endgegner, den es zu besiegen gilt. Zum Standard Abenteuermodus gibt es noch weitere Modi, um das Spiel zu spielen. Im Score Attack gilt es möglichst viele Punkte zu sammeln, wobei Gegner auch Punkte einbringen. Beim Time Attack sind alle Diamanten und Gegner egal, denn die Zeit, in der man das Level durchläuft, ist hier ausschlaggebend. Im Hardcore-Modus, den man zunächst freischalten muss, gibt es keine Checkpoints und man beginnt wieder am Anfang des Levels, wenn man stirbt. Dann gibt es noch den Über-Hardcore-Modus. Er muss genau wie der Hardcoremodus erst freigeschaltet werden, indem man die einzelnen Levels im Hardcoremodus durchspielt. Beim Über-Hardcore hat man nur ein Leben für das gesamte Spiel.

### Welten
| Level | Name               | Diamanten |
| ----- | ------------------ | --------- |
| 1-1   | Schleierweide      | 392       |
| 1-2   | Wirbelwald         | 301       |
| 1-3   | Kristallteich      | 349       |
| 1-4   | Schwingenhügel     | 751       |
| 1-5   | Burg Eulenschnabel | 362       |
| 1-6   | Amethystmine       | 703       |

| Level | Name                           | Diamanten |
| ----- | ------------------------------ | --------- |
| 2-1   | Kristallschlucht               | 545       |
| 2-2   | Schloss Altbruch               | 655       |
| 2-3   | Verfluchtes Verlies            | 678       |
| 2-4   | Schlucht der schreienden Eulen | 233       |
| 2-5   | Zauberberg                     | 388       |
| 2-6   | Tickender Leuchtturm           | 379       |
| 2-7   | Schiffbrecherküste             | 720       |

| Level | Name                   | Diamanten |
| ----- | ---------------------- | --------- |
| 3-1   | Flauschwolkenberg      | 531       |
| 3-2   | Smaragdklippen         | 422       |
| 3-3   | Geistersumpf           | 442       |
| 3-4   | Tempel des Dumdidumm   | 403       |
| 3-5   | Eulennest              | 709       |
| 3-6   | Halsbrecherpfad        | 699       |
| 3-7   | Kochende Quellen       | 620       |
| 3-8   | Grollgraben            | 429       |
| 3-9   | Festung Drachenschreck | 725       |
| 3-10  | Gurglewockys Höhle     | 470       |

Neben den drei Welten gibt es unter dem Menüpunkt Extras noch zwei weitere. Eine Weihnachts-Welt mit 750 sowie eine Halloween Welt mit 433 Diamanten.

## Entwicklung

### Produktion und Veröffentlichung
Giana Sisters: Twisted Dreams ist der erste Titel des deutschen Entwicklerstudios Black Forest Games. Das Unternehmen entstand im Frühjahr 2012 nach der Insolvenz der Spellbound Entertainment AG und übernahm einen Großteil der Belegschaft, Projekte und Markenrechte, darunter The Great Giana Sisters. Als das Unternehmen am 30. Juli 2012 seine Crowdfunding-Kampagne mit dem Ziel von 150.000 US-Dollar startete, war der Titel bereits rund ein Jahr in der Entwicklung und die ersten Levels sowie der erste Zwischengegner fertiggestellt. Daher konnte das Unternehmen bereits am 24. August 2012, eine Woche vor Ablauf der Kampagne, eine spielbare Demo mit den ersten zwei Leveln zur Verfügung stellen. Am 31. August 2012 endete die Finanzierungskampagne erfolgreich, insgesamt konnte Black Forest Games 186.158 US-Dollar von 6.149 Unterstützern einsammeln.
Am 30. August 2012 zählte Project Giana zu den ersten vorgestellten Titeln des Greenlight-Programms auf der Online-Distributionsplattform Steam, das Kunden die Möglichkeit gibt, für Projekte abzustimmen und den Entwicklern bei entsprechendem Quorum einen möglichen Vertrieb über Steam in Aussicht stellt. Im selben Zeitraum rief der Entwickler auch zur Abstimmung über den Titel des Spiels auf. Zur Auswahl standen Twisted Dreams, Giana’s Twisted Dream und Project Giana. Am 21. September 2012 gab Black Forest mit Giana Sisters: Twisted Dreams den finalen Titel bekannt. Am 15. Oktober 2012 erhielt der Titel von Steam-Betreiber Valve die Freigabe für den Verkauf über Steam.
Black Forest Games veröffentlichte Giana Sisters: Twisted Dreams am 23. Oktober 2012 in der Windows-Version als Download auf Steam, GOG.com und Gamersgate. Am 5. November 2012 wurde der erste Patch 1.0.1 nachgereicht, der das Gameplay und die Musik verbesserte, sowie einige Bugs behob. Der Remixed-Modus, der das Spiel leichter macht, kam mit weiteren Verbesserungen bezüglich Bildwiederholungsrate und zusätzlichen Audio- sowie Steuerungsoptionen am 26. Juli 2013 mit dem Patch 1.1.1. Am 20. März 2013 wurde die Xbox-360-Fassung zum Download über Xbox Live Arcade freigegeben, im April 2013 soll das Spiel über das PSN schließlich auch für PlayStation 3 erscheinen. Ostern 2013 erschien eine PC-Einzelhandelsversion. In dieser Sammler-Edition enthalten sind zwei Zusatzlevels, zwei zusätzliche Skins sowie ein Giana-Sisters-Fan-Poster und der Soundtrack zum Spiel auf einer separaten CD mit 19 Tracks des Komponisten Chris Hülsbeck und der Band Machinae Supremacy.

### Musik
Giana Sisters: Twisted Dreams bringt den Komponisten der ursprünglichen Great Giana Sisters, Chris Hülsbeck, mit der schwedischen Heavy-Metal-Band Machinae Supremacy und Fabian Del Priore, der auch schon bei Giana Sisters DS mitwirkte, zusammen.

## Rezeption

### Rezensionen
Das Spiel erhielt mittelmäßige bis gute Bewertungen (Metacritic: 77 von 100 (PC) / 68 (Xbox 360)).
- 4Players: 80 %[14]
- Eurogamer.de: 9 von 10[15]
- GameStar: 80 %[16]
- Destructoid: 8.5 von 10[17]
- PC Gamer: 63 %[18]

### Auszeichnungen und Nominierungen
- Beim Deutschen Entwicklerpreis 2012 gab es für Giana Sisters: Twisted Dreams eine Auszeichnung in der Kategorie Bester Sound,[19] 2013 die Auszeichnung als Bestes Jugendspiel für die Erweiterung Giana Sisters: Twisted Dreams – Rise of the Owlverlord.[20]
- Die Gameswelt gab dem Spiel den Design- und den Sound Award.[21]
- Beim Deutschen Computerspielpreis 2013 erhielt Giana Sisters: Twisted Dreams eine Nominierung in der Kategorie Bestes Kinderspiel.[22]
- Kindersoftwarepreis TOMMI: Bestes PC-Spiel 2013[23]

Am 14. März 2014 gab Black Forest Games bekannt, dass mehr als eine Million Kopien des Spiels verkauft werden konnten.